# Stoke City Football Club 2024-2025
Questa voce raccoglie le informazioni riguardanti lo Stoke City Football Club nelle competizioni ufficiali della stagione 2024-2025.

## Maglie e sponsor
| Casa | Trasferta | Terza divisa |

Sponsor ufficiale: Bet365
Fornitore tecnico: Macron

## Rosa
Aggiornata al 24 gennaio 2025.
| N. |                             | Ruolo | Calciatore       |
| -- | --------------------------- | ----- | ---------------- |
| 1  | Svezia (bandiera)           | P     | Viktor Johansson |
| 2  | Stati Uniti (bandiera)      | C     | Lynden Gooch     |
| 3  | Irlanda (bandiera)          | D     | Enda Stevens     |
| 4  | Inghilterra (bandiera)      | C     | Ben Pearson      |
| 5  | Scozia (bandiera)           | D     | Michael Rose     |
| 6  | Paesi Bassi (bandiera)      | C     | Wouter Burger    |
| 7  | Portogallo (bandiera)       | C     | André Vidigal    |
| 8  | Inghilterra (bandiera)      | A     | Lewis Baker      |
| 9  | Iraq (bandiera)             | A     | Ali Al-Hamadi    |
| 9  | Irlanda (bandiera)          | A     | Tom Cannon       |
| 10 | Corea del Sud (bandiera)    | C     | Bae Jun-ho       |
| 11 | Giamaica (bandiera)         | C     | Daniel Johnson   |
| 11 | Galles (bandiera)           | A     | Lewis Koumas     |
| 12 | Giappone (bandiera)         | C     | Tatsuki Seko     |
| 13 | Irlanda (bandiera)          | P     | Jack Bonham      |
| 14 | Inghilterra (bandiera)      | A     | Niall Ennis      |
| 15 | Irlanda del Nord (bandiera) | C     | Jordan Thompson  |
| 16 | Inghilterra (bandiera)      | D     | Ben Wilmot       |
| 17 | Francia (bandiera)          | D     | Eric Bocat       |
| 18 | Irlanda (bandiera)          | D     | Bosun Lawal      |
| 19 | Marocco (bandiera)          | A     | Ryan Mmaee       |

| N. |                        | Ruolo | Calciatore          |
| -- | ---------------------- | ----- | ------------------- |
| 20 | Inghilterra (bandiera) | A     | Sam Gallagher       |
| 22 | Camerun (bandiera)     | D     | Junior Tchamadeu    |
| 23 | Inghilterra (bandiera) | D     | Ben Gibson          |
| 24 | Irlanda (bandiera)     | C     | Andrew Moran        |
| 26 | Inghilterra (bandiera) | D     | Ashley Phillips     |
| 28 | Inghilterra (bandiera) | C     | Josh Laurent        |
| 30 | Inghilterra (bandiera) | C     | Sol Sidibe          |
| 33 | Inghilterra (bandiera) | D     | Josh Wilson-Esbrand |
| 34 | Inghilterra (bandiera) | P     | Frank Fielding      |
| 35 | Inghilterra (bandiera) | A     | Nathan Lowe         |
| 37 | Inghilterra (bandiera) | A     | Emre Tezgel         |
| 41 | Inghilterra (bandiera) | D     | Jaden Dixon         |
| 42 | Paesi Bassi (bandiera) | A     | Million Manhoef     |
| 43 | Stati Uniti (bandiera) | D     | Freddie Anderson    |
| 46 | Inghilterra (bandiera) | C     | William Smith       |
| 50 | Irlanda (bandiera)     | C     | Darius Lipsiuc      |
| 56 | Inghilterra (bandiera) | A     | Favour Fawunmi      |